# Rottertswil
Rottertswil (toponimo tedesco) è una frazione del comune svizzero di Emmen, nel distretto di Hochdorf (Canton Lucerna).

## Storia
Già comune autonomo istituito nel 1798, nel 1803 fu accorpato al comune di Emmen, pur mantenendo strutture amministrative proprie fino al 1807.